# Лікарський гриб
Лікарські гриби (англ. medicinal fungi) — гриби з лікувальними властивостями. Встановлено, що понад 600 видів грибів, в основному базидіоміцетів, мають лікувальні властивості. У світі існує кілька десятків видів макроміцетів, які використовуються в лікувальних цілях. Особливо часто лікарські гриби використовуються в Азії, особливо в народній медицині. У західній культурі гриби рідко використовуються в медичних цілях, але нижчі гриби використовуються у великих масштабах у фармацевтичній біотехнології для виробництва ліків.

## Історія використання грибів у лікувальних цілях
Вже в 16 ст. відомим і часто вживаним лікарським засобом з грибів був екстракт, так званий агарик. Його виготовляли з дерев модрини, завезених переважно з Сибіру та Малої Азії, а також з дерев, що ростуть у Південній Європі. Його використовували як сильний проносний і блювотний засіб, як засіб проти потовиділення та для боротьби з глистами.
У Європі в 19 столітті в лікувальних цілях використовували близько 10 видів грибів, переважно в народній медицині, але лікарі застосовували їх рідко. Ревматизм лікували червоним мухомором. Приготованою з нього настоянкою або соком натирали хворобливі місця, іноді замість них прикривали хворі місця свіжими мухоморами. Настоянку з сушених мухоморів ще зрідка використовують для цієї мети.
Молоді зрізані плодові тіла дощовика прикладали до старих ран, що кровоточать і погано гояться. Спори стиглих дощовиків використовували для замазування ран, але треба було вважати, щоб не подразнити очі, бо це могло викликати їх запалення. Дощовики також були одним із інгредієнтів зілля, яке мало допомогти людям кинути пити. Латки, вирізані з центральної частини плодових тіл трутовиків (вони мають сильні гігроскопічні властивості), використовували також для закриття ран. Трутовик сливовий (Phellinus pomaceus), змішаний з дубовою корою і розмочений в горілці, давали пити людям, які страждали від «застуди».
Відвар із подрібнених плодових тіл чаги (Inonotus obliquus) застосовували для боротьби з раком. Його вживали всередину і використовували для полоскання ран. Замість цього іноді на хворі місця накладали пластирі з цієї начинки. Порошок трутовика духмяного (Trametes suaveolens), використовувався для лікування туберкульозу та як ароматизатор.
Elaphomyces (зокрема трюфель оленячий) використовувався як афродизіак у Європі. Це було пов'язано з вірою людей в його властивості підвищувати статевий потяг і потенцію, адже його часто зустрічали в оленячих гонах. Фактично, ці гриби часто зустрічаються там, оскільки олені беруть участь у розповсюдженні їхніх спор.
У народній медицині використовували спори ріжок пурпурових, що зустрічаються на колосках злаків. Його використовували при жіночих хворобах і недугах; для видалення затримки плаценти та як засіб для зупинки кровотечі зі статевих шляхів, але переважно для переривання вагітності (після перорального прийому).
Висушені плодові тіла юдиного вуха (Auricularia auricula-judae), розмочені перед вживанням у воді або молоці, використовували як компреси при запальних захворюваннях очей, а змочені в оцті при стенокардії. Відваром на молоці полоскали рот. Застосовували також при захворюваннях травної системи.
Пивні дріжджі (Saccharomyces cerevisiae) також використовувалися в медицині. Змішавши з тертою картоплею або борошном, їх застосовували як компреси при різних шкірних захворюваннях, а в суміші з медом і житнім борошном — при опіках. Внутрішньо їх використовували як проносний засіб і для лікування цинги. На початку 20 століття з них виготовляли зміцнюючі та живильні екстракти. Разом із ртуттю вони входили до складу препарату Левураргір для боротьби з сифілісом.

## Сучасне використання грибів у медицині
Деякі гриби містять сполуки, які мають протигрибкову (1), протизапальну (2), протипухлинну (3), противірусну (4), антибактеріальну (5), регулюють артеріальний тиск (6), кардіотонічну (7), знижують рівень холестерину (8), протидіабетичні (9), імуномодулюючі (10), гепатопротекторні (12), нейротонічні (13), що підвищують статеву потенцію (14), протиастматичні (15) властивості. Зокрема це види:
- Чага Inonotus obliquus (2,3, 10,12)
- Плеврот черепичастий Pleurotus ostreatus (3,4,5,8,13)
- Трутовик лакований Ganoderma lucidum (2,3,4,5,6,7,10,11,12,13,14,15)
- Опеньок осінній справжній Armillaria mellea (1,6,7.14)
- Печериця садова Agaricus bisporus (3,10,11)
- Гриб зимовий Flammulina velutipes (1,2,3,4,10)
- Розщепка звичайна Schizophyllum commune (2,3,5,10,11,12)
- Герицій їжаковий Hericium erinaceum (3,10, 13,15)
- Шиїтаке Lentinula edodes (2,3,4,5,6,8,8,10,11,12,14)
- Траметес різнобарвний Trametes versicolor (3,4,5. 11,12)
- Трутовик зонтичний Polyporus umbellatus (3,10,12,15)
- Грифола кучерявенька Grifola frondosa (1,3,4,5,6,9,10,12,15)[1].

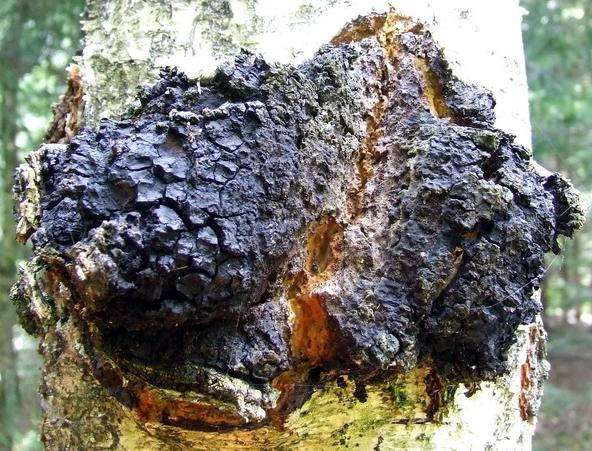
Чага на стовбурі дерева
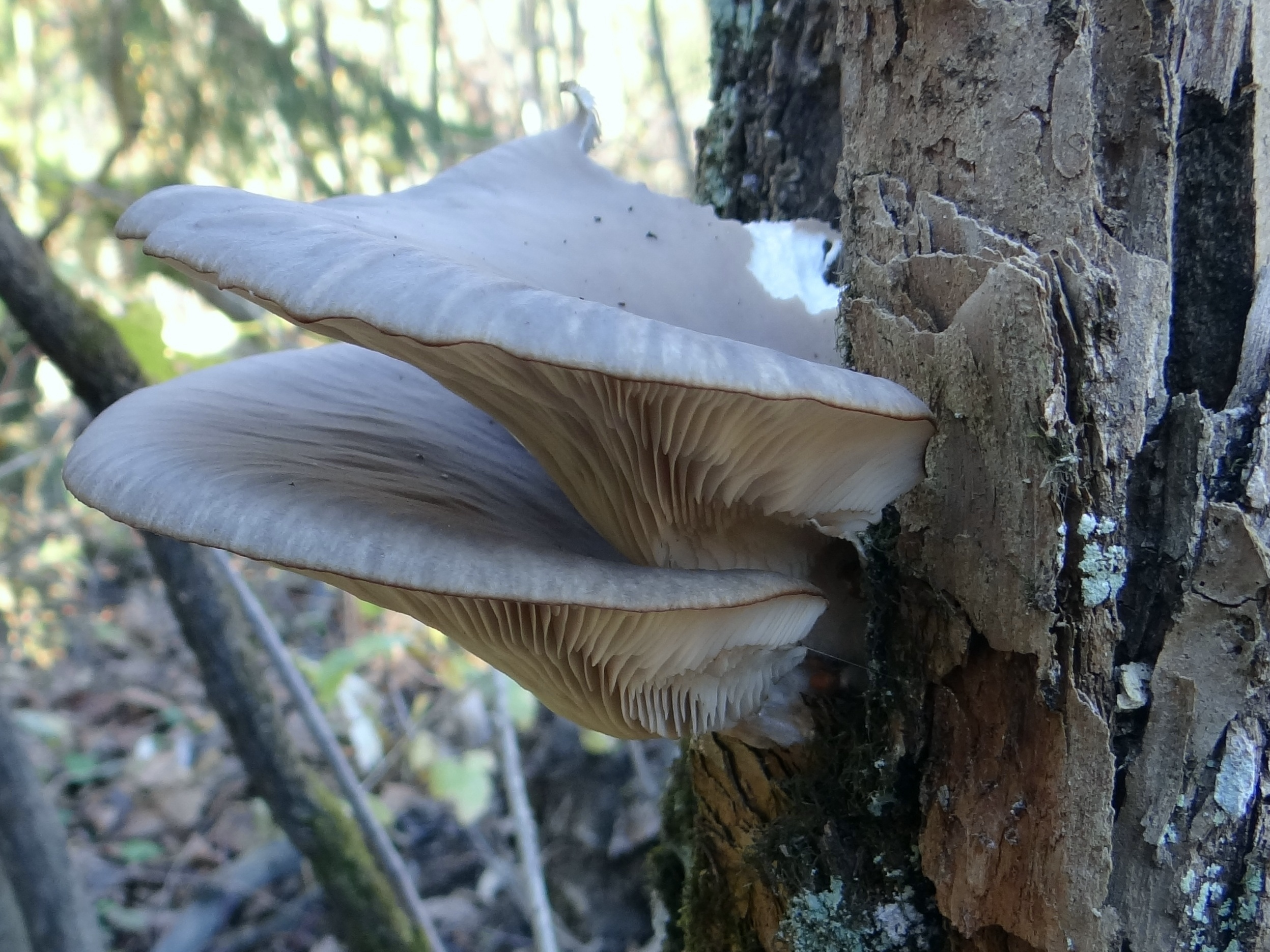
Плеврот черепичастий
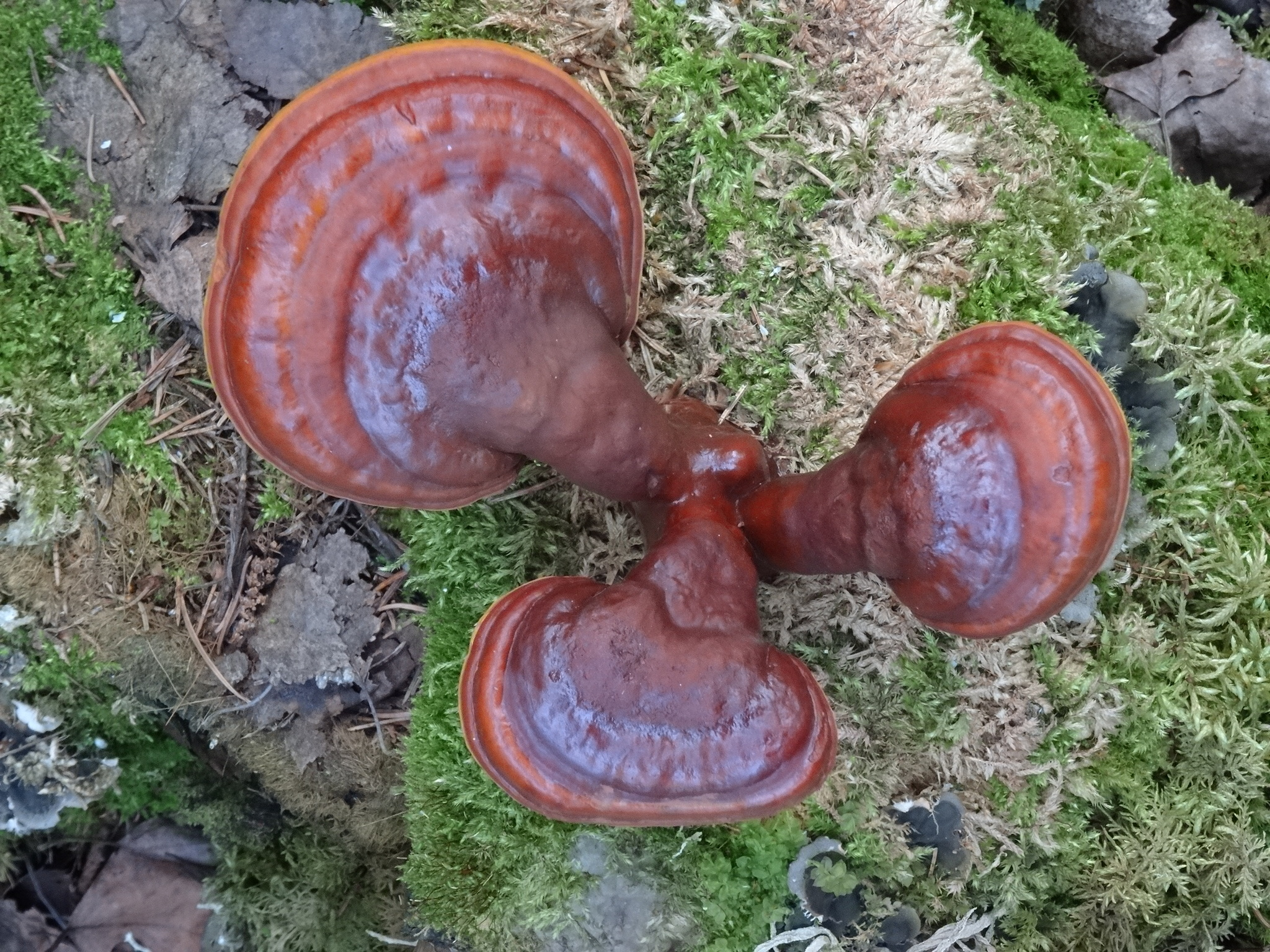
Трутовик лакований
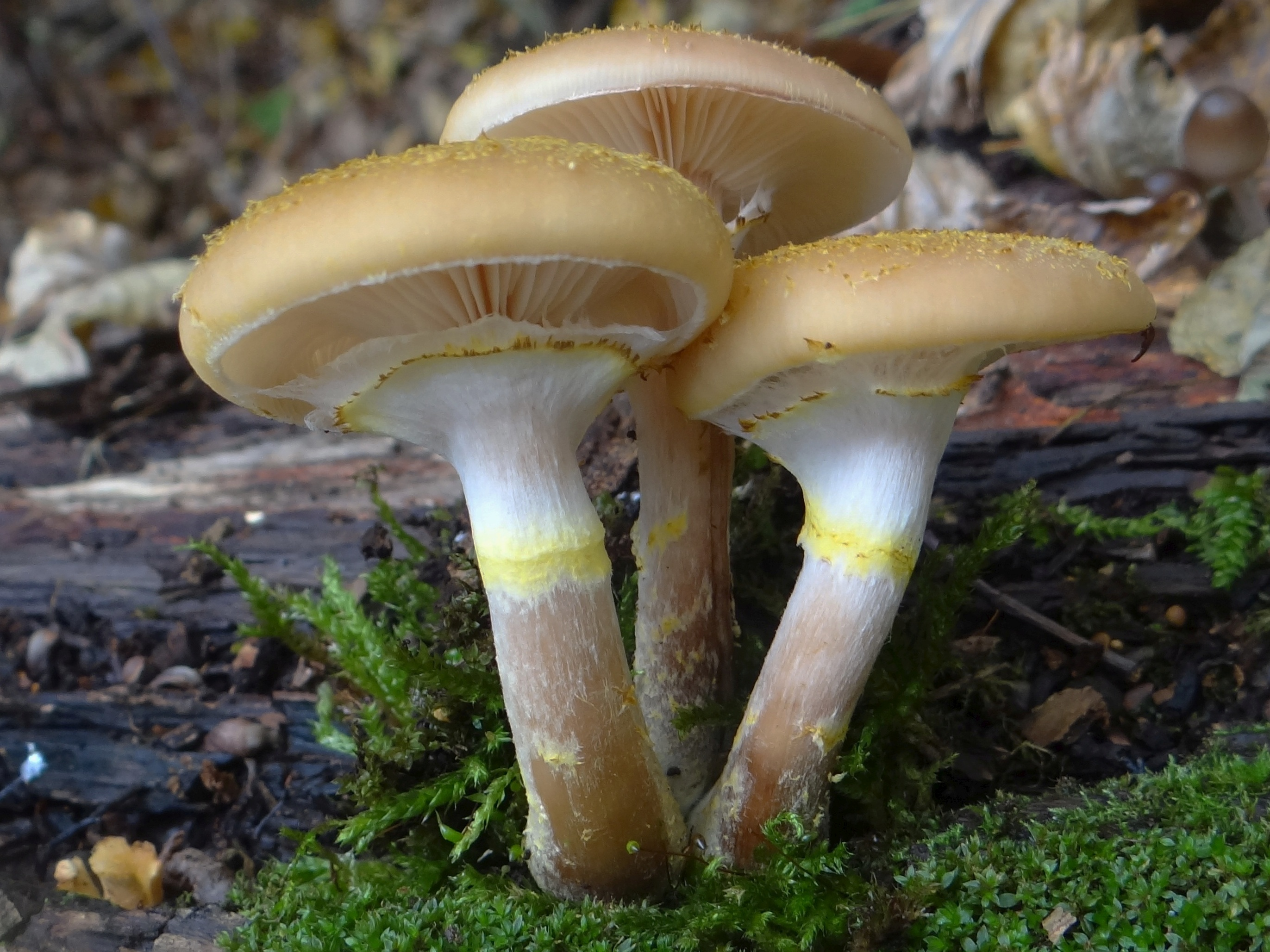
Опеньок осінній справжній
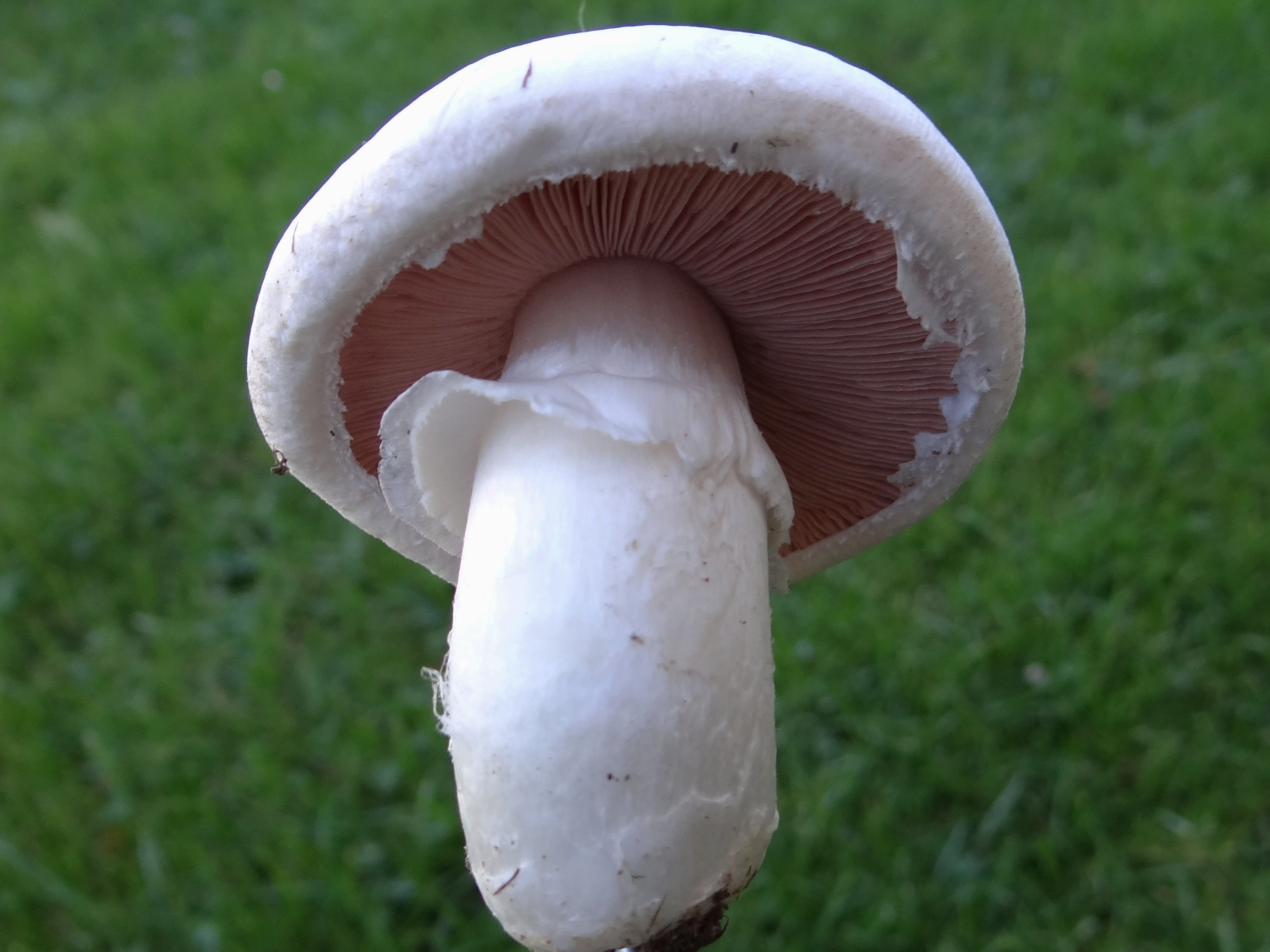
Печериця садова
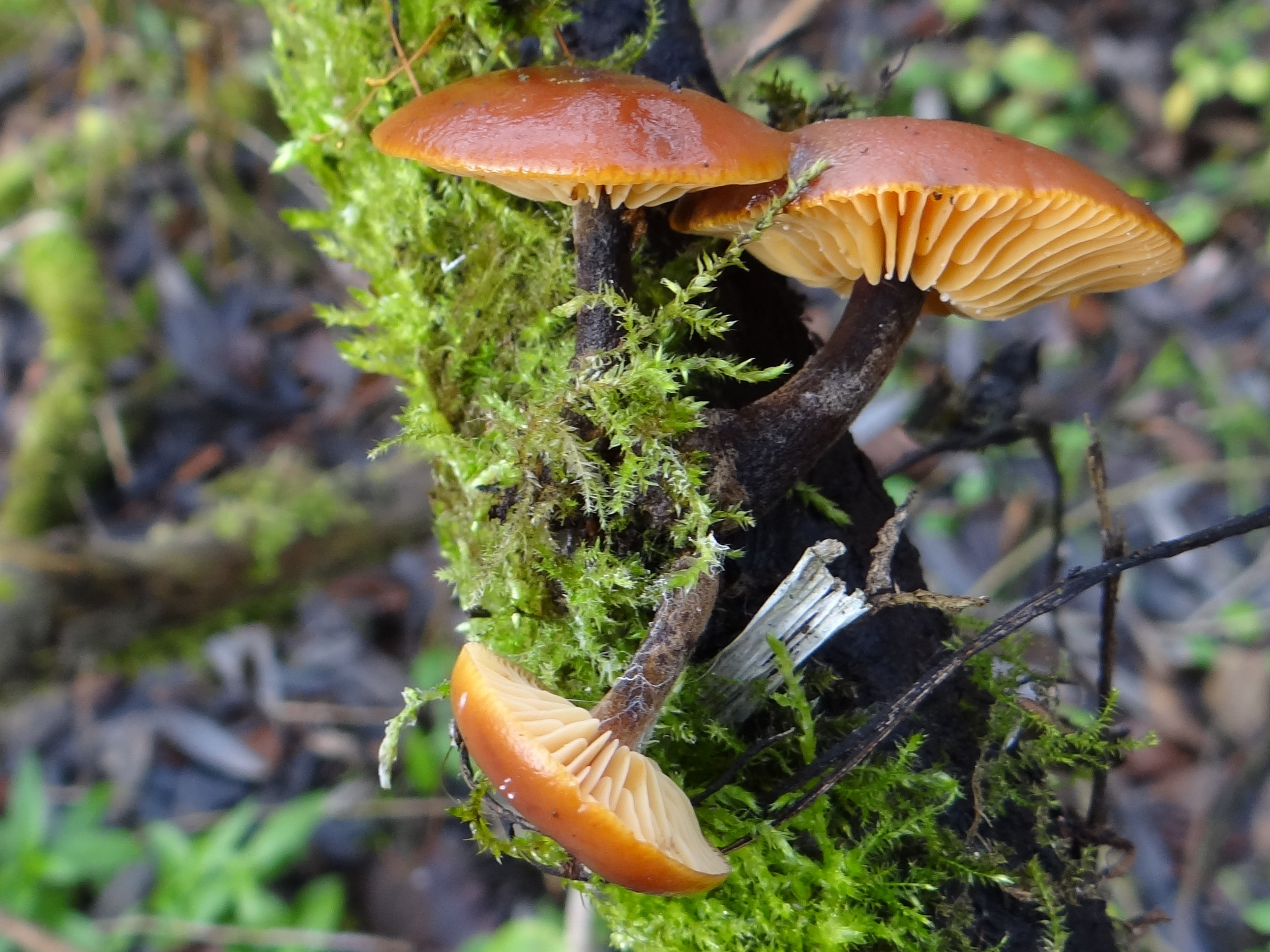
Гриб зимовий
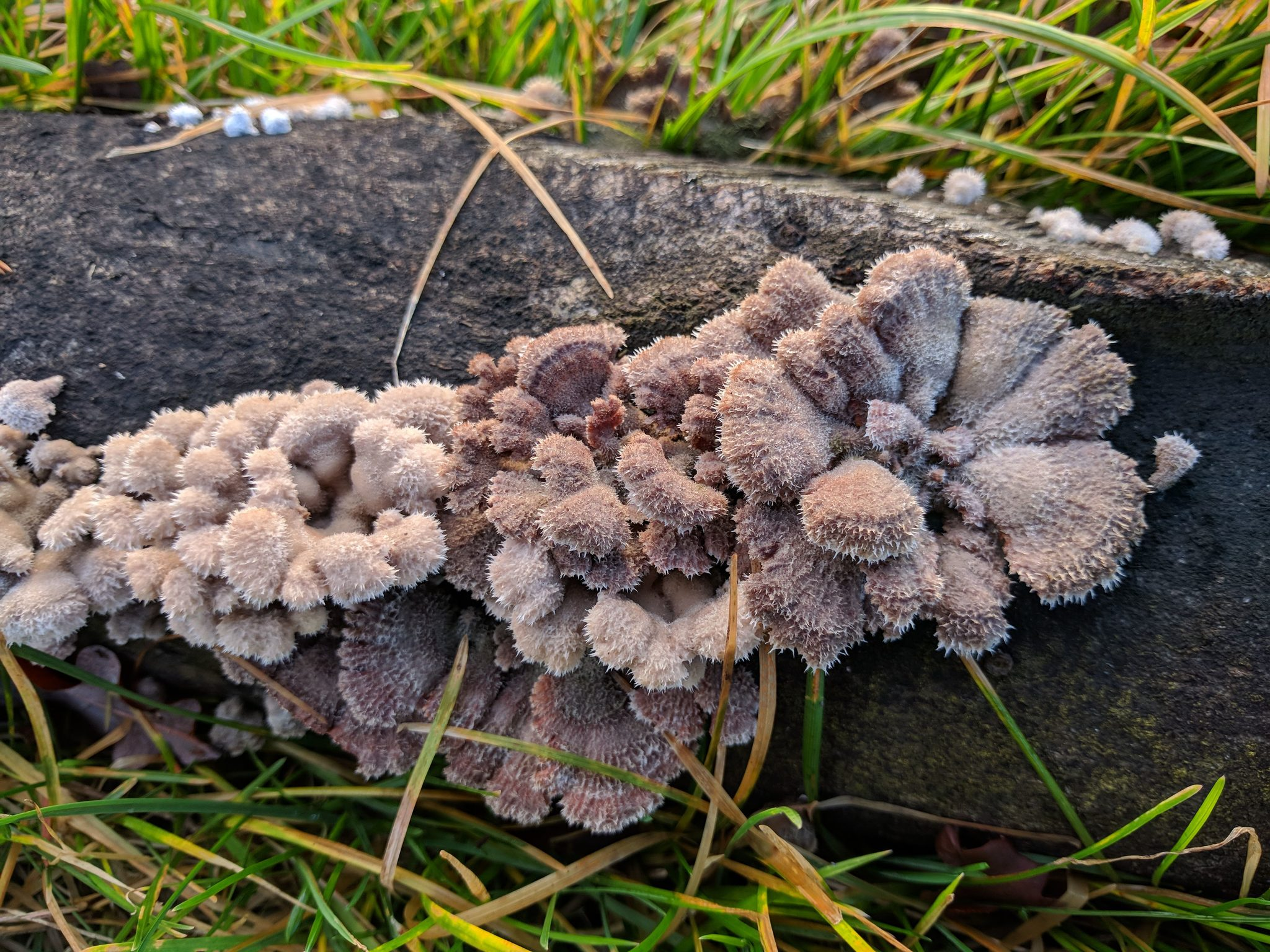
Розщепка звичайна
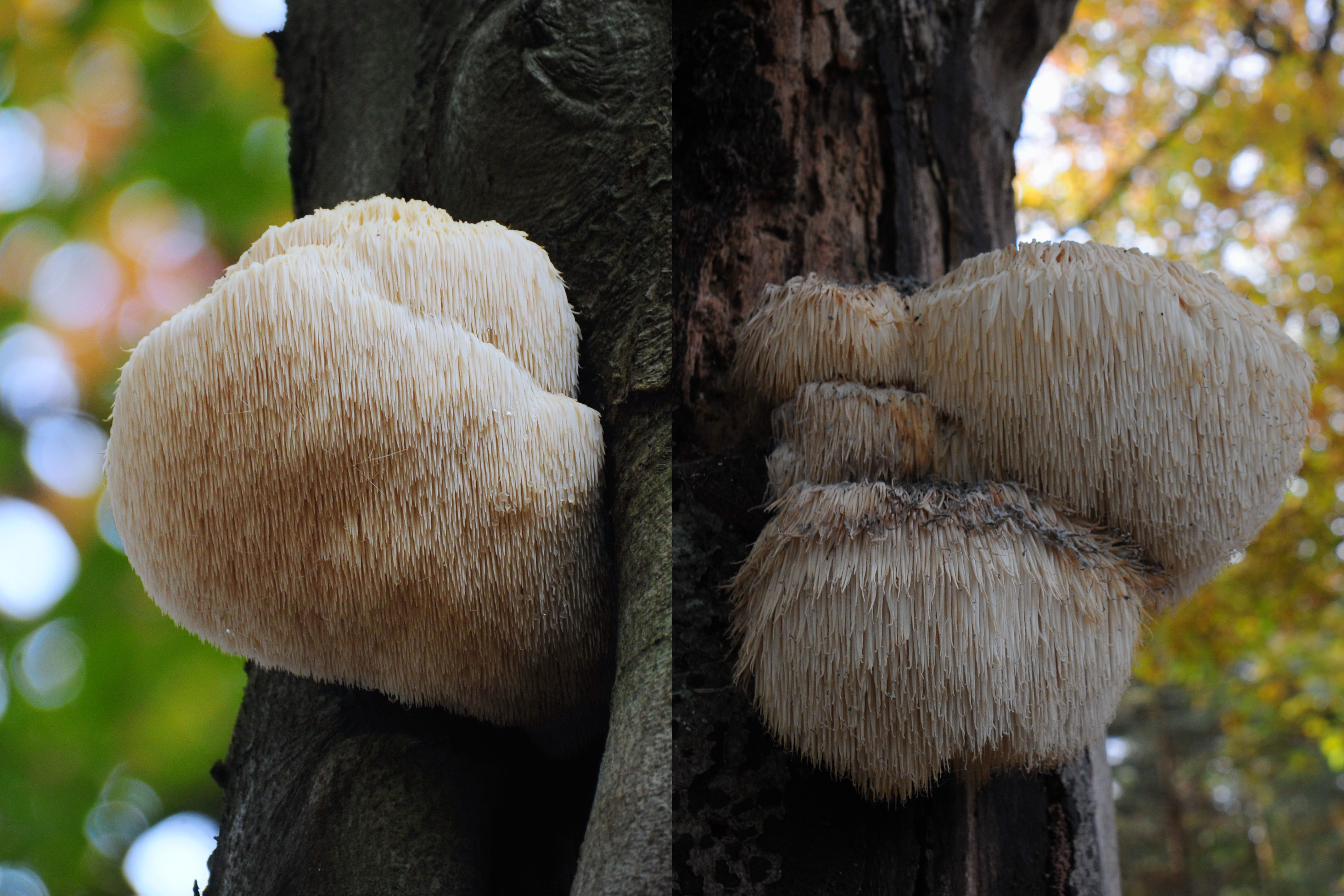
Герицій їжаковий
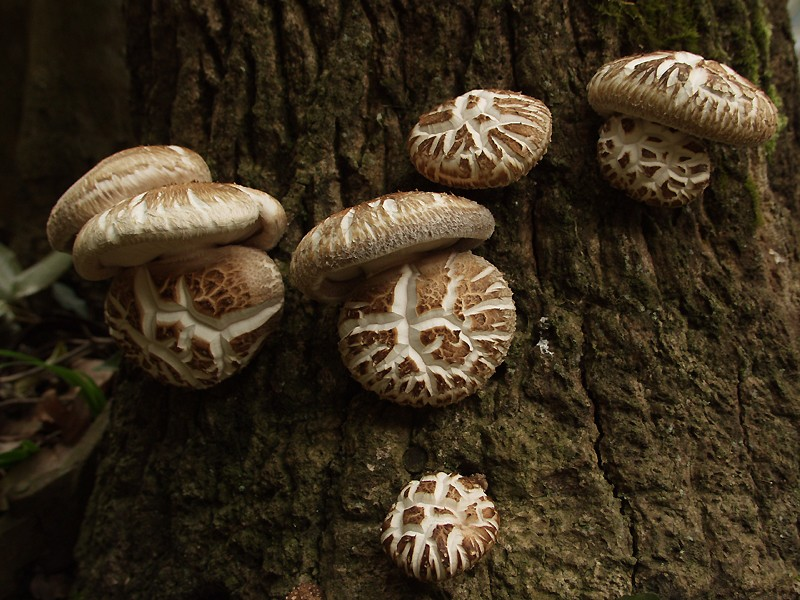
Шиїтаке
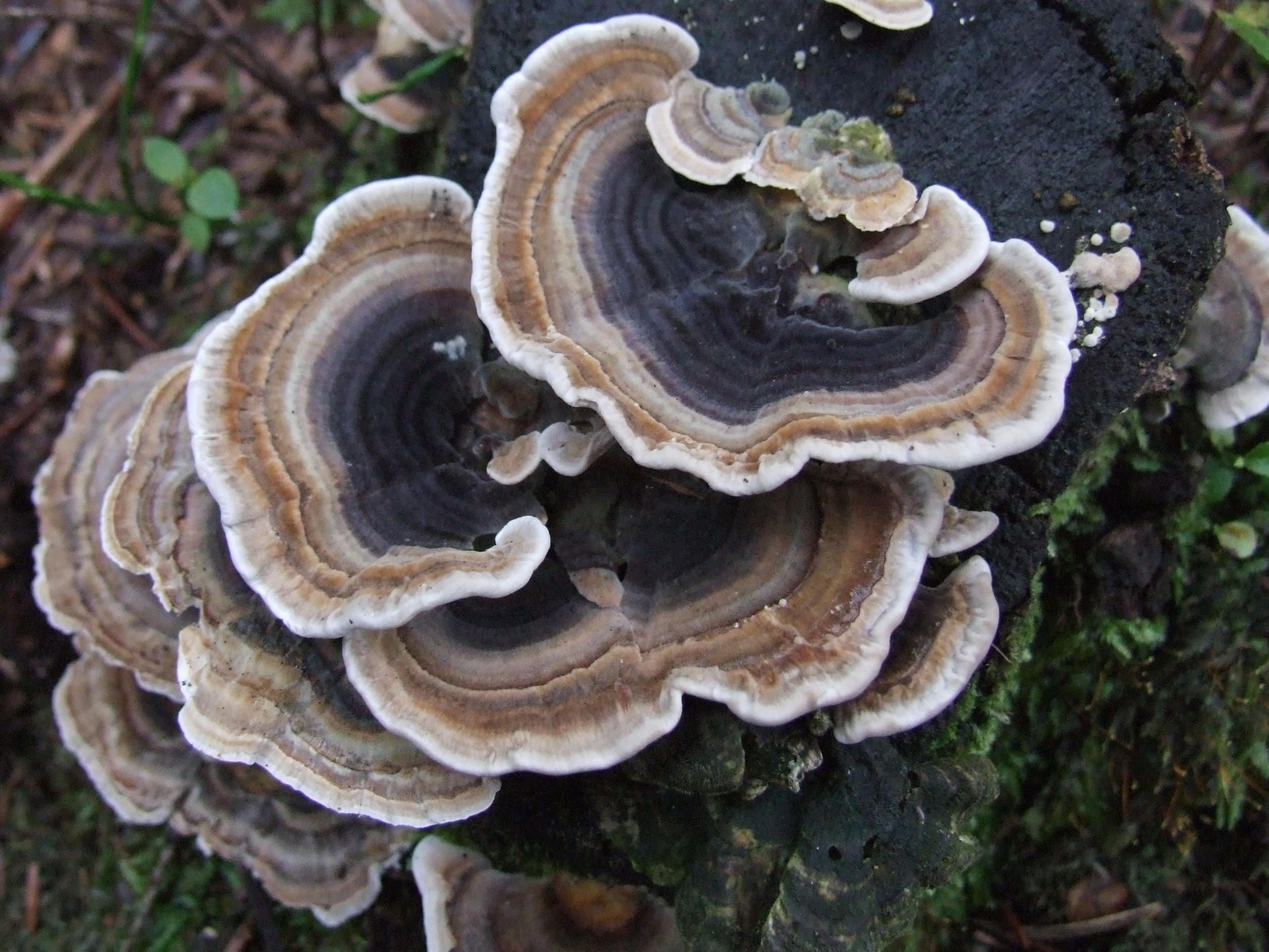
Траметес різнобарвний
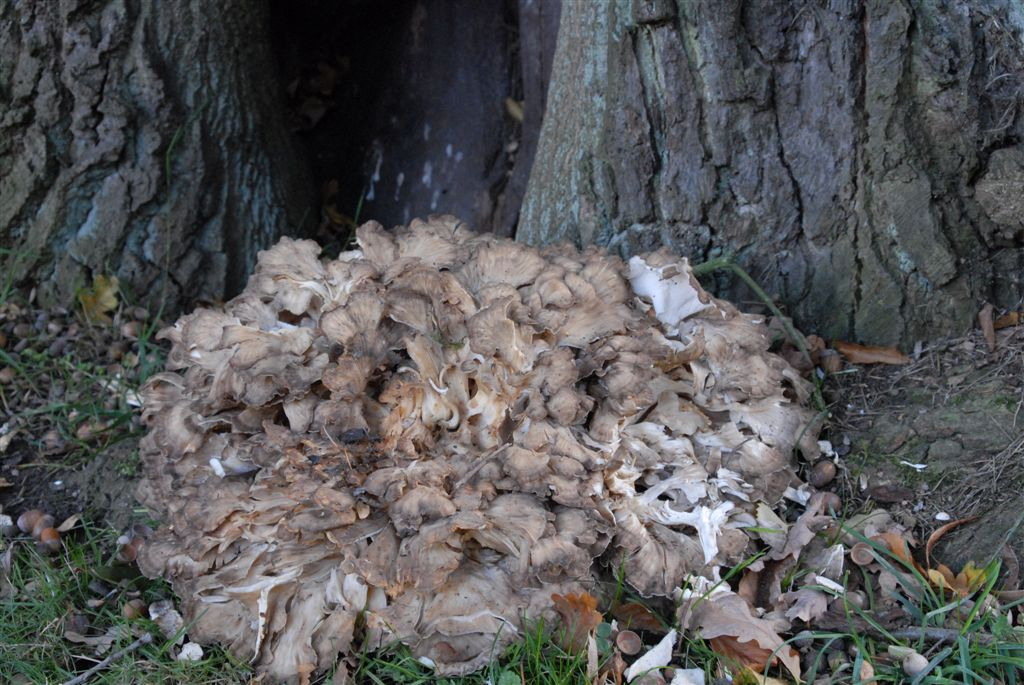
Трутовик зонтичний
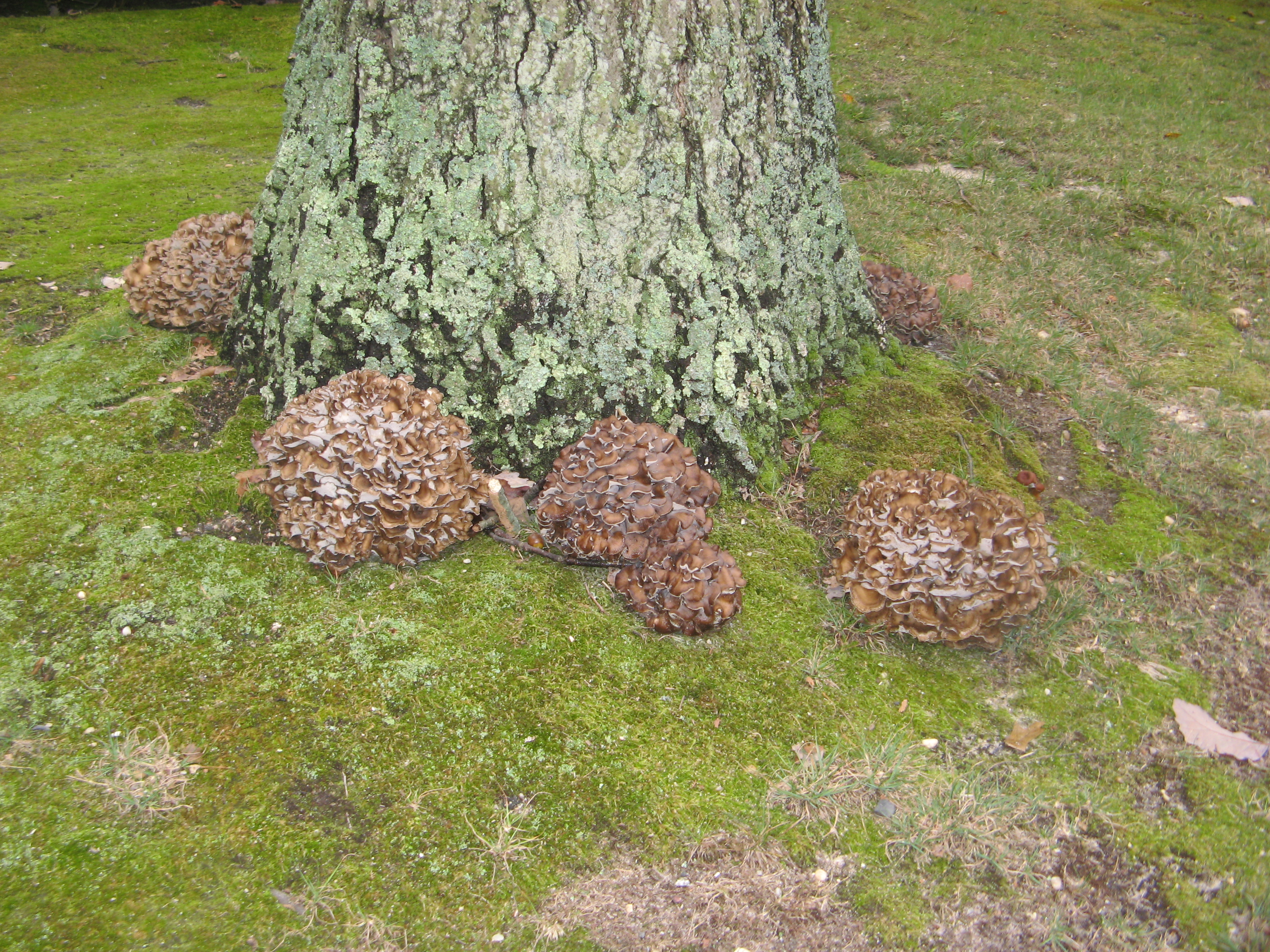
Грифола кучерявенька

Ці види досліджувалися протягом кількох десятиліть і мають доведені лікувальні властивості. Було виділено багато активних речовин, відповідальних за ці дії. З їх плодових тіл, міцелію або живильного середовища виготовляють препарати, які використовуються для лікування раку шлунково-кишкового тракту, молочної залози, шийки матки та легенів. Деякі з них:
- Гріфолан (ГРН) — полісахаридна фракція, виділена з плодових тіл і міцелію грифоли кучерявенької;
- Крестин (PSK — полісахарид і PSP — полісахаридно-білковий комплекс), виділений із міцелію трамереса різнобарвного;
- Лентинан — полісахаридна фракція, виділена з плодових тіл шиїтаке;
- Шизофілан (SPG, sonifilan, sisophylan), полісахаридна фракція, виділена з живильного середовища розщепки звичайної[1].

Деякі види лікарських грибів культивуються. До них належать: трутовик лакований, кордицепс китайський, шиїтаке, трутовик зонтичний, Laccocephalum mylittae, Wolfiporia cocos, аурикулярія вухоподібна. Деякі лікарські лишайники (також класифіковані як гриби) також культивуються: лишайник рожевий, лишайник їстівний, Dolichousnea diffracta.

## Гриби у фармацевтичній промисловості
У фармацевтичній біотехнології нитчасті гриби широко використовуються для біосинтезу антибіотиків, вітамінів, ферментів і органічних кислот. Також дуже важливою є здатність грибів до біотрансформації, тобто ферментативного перетворення чужорідних для гриба хімічних сполук у структурно подібні продукти, які потім використовуються для виробництва ліків. Наприклад, для синтетичного виробництва кортизону потрібно 36 хімічних реакцій, але використання гриба Rhizopus nigricans, який ферментативно перетворює прогестерон в 11-α-гідроксипрогестерон, дозволило скоротити цей цикл на 25 етапів і знизити вартість виробництва ліків більш ніж у 100 разів. Нитчасті гриби широко використовуються у фармацевтичній промисловості для отримання багатьох груп лікарських засобів.
Протиепілептичні засоби
Деякі галюциногенні гриби також використовуються в медицині. З мухомора виділено мусцимол, речовину, яка пригнічує епілептичні напади. Щоб позбутися його небажаних галюциногенних властивостей, серія синтезів призвела до більш ліпофільних похідних під назвою тіагабін (габітрил). Застосовується для лікування епілепсії у вигляді парціальних або частково вторинних генералізованих нападів, при яких інші протиепілептичні препарати неефективні.
Антибіотики
Найважливіші ліки отримують з мікроскопічних нитчастих грибів. Це антибіотики, які використовуються для боротьби з бактеріальними захворюваннями. У 1928 році Александер Флемінг помітив, що випадкове забруднення субстрату нитчастими грибами Penicillium chrysogenum призупиняє ріст культур бактерій роду Staphylococcus (стафілококів). В результаті подальших лабораторних робіт йому вдалося виділити відповідальну за це речовину — пеніцилін. Зараз з культури P. chrysogenum виробляються у промислових масштабах бета-лактамні антибіотики, такі як пеніциліни та цефалоспорини. У результаті подальшої лабораторної роботи, що тривала понад 60 років, були виведені виробничі штами з природного виду, які виробляють в тисячі разів більше антибіотиків. Антибіотики отримують також з інших видів нитчастих грибів, особливо з родів Penicillium. Постійно ведуться лабораторні роботи зі створення нових антибіотиків.
Статини
Вони є важливим класом препаратів, що знижують рівень холестерину. Перший комерційний статин був екстрагований із ферментаційного бульйону Aspergillus terreus. Гриб Monascus purpureus може синтезувати ловастатин, мевастатин і попередник симвастатину монаколін J . Дріжджі Saccharomyces cerevisiae продукують нікотинамід рибозид, який є інгібітором біосинтезу холестерину.
Імуносупресивні препарати
Це препарати, що знижують імунітет організму, використовуються, наприклад, при трансплантації, щоб запобігти відторгненню трансплантата. Tolypocladium inflatun продукує циклоспорин, Eupenicillium brefeldianum та Penicillium stoloniferum мікофенолову кислоту. Види Aspergillus синтезують гліотоксин і ендокроцин. Fusarium fujikuroi продукує субглютиноли.
Противірусні засоби
Багато грибів містять потенційні противірусні сполуки, які залишаються на стадії попереднього дослідження, наприклад: Lentinus edodes, Ganoderma lucidum, Ganoderma colossus, Hypsizygus marmoreus, Cordyceps militaris, Grifola frondosa, Scleroderma citrinum, Flammulina velutipes, Trametes versicolor, Fomitopsis officinalis.
Малярія
Кодинаеопсин, ефрапептини, зерваміцини та антиамебін виробляються грибами та залишаються в стадії фундаментальних досліджень.
Цукровий діабет
Багато грибкових ізолятів діють як інгібітори DPP-4, інгібітори альфа-глюкозидази та інгібітори альфа-амілази в лабораторних дослідженнях. Тернатин — це грибковий ізолят, який може впливати на гіперглікемію.
Дріжджі Saccharomyces промислово використовують для отримання лізину, а також рекомбінантних білків інсуліну та поверхневого антигену гепатиту В. Трансгенні дріжджі використовують для виробництва артемізиніну, а також аналогів інсуліну.  Candida промислово використовується для виробництва вітамінів аскорбінової кислоти та рибофлавіну. Pichia використовується для виробництва амінокислоти триптофану та вітаміну піридоксину. Rhodotorula використовується для виробництва фенілаланіну. Moniliella промислово використовується для виробництва цукрового спирту еритриту.
Психотропні ефекти
Численні гриби мають добре задокументовані психотропні ефекти, деякі з них важкі та пов'язані з гострими та небезпечними для життя побічними ефектами. Серед них мухомор. Більш широко неофіційно використовується ряд грибів, відомих під загальною назвою «чарівні гриби», які містять псилоцибін і псилоцин. Психоактивні алкалоїди витягнуті з ріжків пурпурових або синтезовані з них; до них належать ерголін, ерготамін, дигідроерготамін, ергометрин, ергокрістин, ергокриптин, ергокорнін, метисергид, бромокриптин, каберголін і перголід.
Вітамін D2
Гриби є джерелом ергостеролу, який може перетворюватися на вітамін D2 під дією ультрафіолетового світла.